# Hey Nineteen
Hey Nineteen ist ein Song der Jazz-Rockband Steely Dan, der 1979 als erste Single aus dem Album Gaucho veröffentlicht wurde. Musik und Text der Komposition stammen von Walter Becker und Donald Fagen. Das Lied erreichte Platz 10 in den US-amerikanischen Billboard Charts. Auf dem Album Gaucho ist das Musikstück das zweite von insgesamt sieben.

## Songtext
Der Liedtext besteht aus zwei Strophen, einer musikalischen Brücke (engl.: bridge) und einem alternierenden Refrain. In der Erste-Person-Perspektive erzählt, berichtet die erste Strophe von früheren Zeiten (“way back when in Sixty-seven” – „damals, 1967“) und fragt „[…] doch wo zur Hölle bleibe ich?“ (“but where the hell am I?”). Die folgenden Strophen und der Refrain richten sich in salopper, direkter Anrede (“hey Nineteen”) an eine nicht namentlich benannte, titelgebende 19-jährige junge Frau. Das ältere Lyrische Ich deutet im Liedtext Überlegenheit und Abgeklärtheit an und betont wiederholt das eigene Bedürfnis nach zwischenmenschlicher Distanz: „Nein, wir können nicht miteinander tanzen/reden. […] Nein, wir haben nichts gemeinsam.“ Einer Interpretation zufolge handelt es sich bei dem Lied um „die Enttäuschung eines Mannes mittleren Alters über eine junge Liebhaberin“:

„Hey Nineteen, das ist ‘Retha Franklin / Sie erinnert sich nicht an die Queen of Soul / Schwere Zeiten für die einzigen Überlebenden / Sie denkt, ich sei verrückt, doch ich altere bloß.“

Der Liedtext schließt mit einer Andeutung von Alkohol- und Drogenerfahrungen, mutmaßlich mit Tequila („Cuervo Gold“) und Cannabis-Produkten – „the fine Columbian“ – die dem Lyrischen Ich zu einem „wundervollen Abend“ verhelfen (sollen).

## Besetzung
- Donald Fagen – Gesang, elektrisches Klavier, Synthesizer-Solo (Prophet-5)
- Walter Becker – Bass, Gitarre
- Rick Marotta – Schlagzeug
- Victor Feldman, Steve Gadd – Percussion
- Hugh McCracken – Gitarre
- Frank Floyd, Zack Sanders – Hintergrundgesang